# Platyplectrus coracinus
Platyplectrus coracinus är en stekelart som beskrevs av Wijesekara och Schauff 1994. Platyplectrus coracinus ingår i släktet Platyplectrus och familjen finglanssteklar.
Artens utbredningsområde är Sri Lanka. Inga underarter finns listade i Catalogue of Life.